# Llista d'episodis de The League of Gentlemen
La sèrie de televisió anglesa The League of Gentlemen consta de tres temporades de sis episodis cadascuna més un especial d'una hora. A la Gran Bretanya, la sèrie va estar en antena de l'11 de gener de 1999 fins al 31 d'octubre de 2002.
A Catalunya, la sèrie s'emet pel canal Canal 3XL. S'emet des del 24 de setembre de 2011 i cada dissabte s'estrena un nou capítol.

## Temporades
| Temporada | Temporada         | Episodis | Duració al Regne Unit                         | Duració a Catalunya                            | Duració a Catalunya |
| --------- | ----------------- | -------- | --------------------------------------------- | ---------------------------------------------- | ------------------- |
|           | 1                 | 6        | 11 de gener de 1999 - 15 de febrer de 1999    | 24 de setembre de 2011 - 29 d'octubre de 2011  |                     |
|           | 2                 | 6        | 14 de gener de 2000 - 18 de febrer de 2000    | 5 de novembre de 2011 - 10 de desembre de 2011 |                     |
|           | Especial de Nadal | 1        | 27 de desembre de 2000                        | 7 de gener de 2012                             |                     |
|           | 3                 | 6        | 26 de setembre de 2002 - 31 d'octubre de 2002 | 17 de desembre de 2011 - 11 de febrer de 2012  |                     |

## Llista d'episodis

### Primera temporada
| # | # | Títol en català               | Data d'estrena al Regne Unit | Data d'estrena a Catalunya |  |  |
| 1 | 1 | Benvinguts a Royston Vasey    | 11 de gener de 1999          | 24 de setembre de 2011     |  |  |
|   |   |                               |                              |                            |  |  |
| 2 | 2 | La carretera de Royston Vasey | 18 de gener de 1999          | 1 d'octubre de 2011        |  |  |
|   |   |                               |                              |                            |  |  |
| 3 | 3 | Malson a Royston Vasy         | 25 de gener de 1999          | 8 d'octubre de 2011        |  |  |
|   |   |                               |                              |                            |  |  |
| 4 | 4 | La bèstia de Royston Vasey    | 1 de febrer de 1999          | 15 d'octubre de 2011       |  |  |
|   |   |                               |                              |                            |  |  |
| 5 | 5 | L'amor arriba a Royston Vasey | 8 de febrer de 1999          | 22 d'octubre de 2011       |  |  |
|   |   |                               |                              |                            |  |  |
| 6 | 6 | Fugida de Royston Vasey       | 15 de febrer de 1999         | 29 d'octubre de 2011       |  |  |
|   |   |                               |                              |                            |  |  |

### Segona temporada
| #  | # | Títol en català                     | Data d'estrena al Regne Unit | Data d'estrena a Catalunya |  |  |
| 7  | 1 | Destinació, Royston Vasey           | 14 de gener de 2000          | 5 de novembre de 2011      |  |  |
|    |   |                                     |                              |                            |  |  |
| 8  | 2 | Luxúria a Royston Vasey             | 21 de gener de 2000          | 12 de novembre de 2011     |  |  |
|    |   |                                     |                              |                            |  |  |
| 9  | 3 | Epidèmia a Royston Vasey            | 28 de gener de 2000          | 19 de novembre de 2011     |  |  |
|    |   |                                     |                              |                            |  |  |
| 10 | 4 | Mort a Royston Vasey                | 4 de febrer de 2000          | 26 de novembre de 2011     |  |  |
|    |   |                                     |                              |                            |  |  |
| 11 | 5 | Anarquia a Royston Vasey            | 11 de febrer de 2000         | 3 de desembre de 2011      |  |  |
|    |   |                                     |                              |                            |  |  |
| 12 | 6 | Royston Vasey i el monstre infernal | 18 de febrer de 2000         | 10 de desembre de 2011     |  |  |
|    |   |                                     |                              |                            |  |  |

### Especial de Nadal
| # | # | Títol en català   | Data d'estrena al Regne Unit | Data d'estrena a Catalunya |  |  |
| - | - | Especial de Nadal | 27 de desembre de 2000       | 7 de gener de 2012         |  |  |
|   |   |                   |                              |                            |  |  |

### Tercera temporada
| #  | # | Títol en català                                         | Data d'estrena al Regne Unit | Data d'estrena a Catalunya |  |  |
| 13 | 1 | La lesbiana i el mico                                   | 26 de setembre de 2002       | 17 de desembre de 2011     |  |  |
|    |   |                                                         |                              |                            |  |  |
| 14 | 2 | L'heroi manc                                            | 3 d'octubre de 2002          | 14 de gener de 2012        |  |  |
|    |   |                                                         |                              |                            |  |  |
| 15 | 3 | Torna-te'n a casa, Geoff Tipps                          | 10 d'octubre de 2002         | 21 de gener de 2012        |  |  |
|    |   |                                                         |                              |                            |  |  |
| 16 | 4 | Experiències amb la medusa                              | 17 d'octubre de 2002         | 28 de gener de 2012        |  |  |
|    |   |                                                         |                              |                            |  |  |
| 17 | 5 | La bella i la bèstia (o visiteu el meu saló de bellesa) | 24 d'octubre de 2002         | 4 de febrer de 2012        |  |  |
|    |   |                                                         |                              |                            |  |  |
| 18 | 6 | Com li va sortir la trompa a l'elefant                  | 31 d'octubre de 2002         | 11 de febrer de 2012       |  |  |
|    |   |                                                         |                              |                            |  |  |